# Островная кавалла
Островная кавалла (лат. Carangoides orthogrammus) — вид морских лучепёрых рыб из семейства ставридовых. Максимальная длина тела 75 см. Распространены в Индийском и Тихом океанах.

## Описание
Тело высокое, сильно сжато с боков. Верхний профиль тела более выпуклый по сравнению с нижним профилем. Верхняя челюсть выдвижная. У крупных взрослых особей губы мясистые. Ворсинкообразные зубы расположены узкими полосами на обеих челюстях. На сошнике зубы расположены пятном яйцевидной формы без срединного выступа. 
На первой жаберной дуге 28—32 жаберных тычинок, из них на верхней части 8—10 тычинок, а на нижней — 20—23. Два спинных плавника чётко отделены друг от друга. В первом спинном плавнике 8 жёстких лучей, а во втором — 1 колючий и 28—31 мягких луча. Лопасть второго спинного плавника серповидной формы. Перед анальным плавником расположены две отдельно сидящие колючки. В анальном плавнике 1 колючий и 24—26 мягких лучей. Хвостовой плавник вильчатый. Передняя часть боковой линии дугообразная, переходит в прямую часть на уровне вертикали, проходящей между 15 и 19 мягкими лучами второго спинного плавника. Хорда изогнутой части немного длиннее прямой части боковой линии. Прямая часть боковой линии с 21—34 чешуйками и 19-31 слабыми щитками. 
Нижняя часть груди голая до начала брюшных плавников, по бокам безчешуйная область   груди отделяется от голого основания грудных плавников полоской чешуй. Позвонков: 10 туловищных и 14 хвостовых.
Голова и бока обычно серебристые. Верхняя часть тела от медного до зеленовато-голубого цвета, нижняя часть тела бледнее. По бокам тела разбросаны относительно большие жёлтые пятна эллиптической формы, часть с тёмным центром. Передний край и кончики лопастей спинного и анального плавников тёмные, остальные части плавников бледно-коричневые, за исключением дистального края анального плавника беловатого цвета. Хвостовой плавник тёмно-коричневый, задний край и кончики лопастей более тёмные. Брюшные плавники беловатые.
Максимальная длина тела 75 см, обычно до 40 см. Максимальная масса тела 6,6 кг.

## Распространение и места обитания
Широко распространены в Индийском и Тихом океанах от восточного побережья Африки и Сейшельских островов до Маркизских островов и островов Ревилья-Хихедо; на севере до юга Японии и на юг до севера Австралии и островов Лорд-Хау и Норфолк.
Взрослые особи ведут пелагический образ жизни и встречаются почти повсеместно вблизи океанических островов и практически отсутствует в прибрежных, неритических районах. Обитают в лагунах и обращенных к морю рифах на глубине от трёх до 168 м. Могут встречаться поодиночке, парами или стаями до нескольких десятков особей. Питаются придонными беспозвоночными.